# Nigel Reo-Coker
Pour les articles homonymes, voir Coker.
Nigel Reo-Coker est un ancien footballeur anglais né le 14 mai 1984 à Croydon dans la banlieue sud de Londres qui évoluait au poste de milieu de terrain.

## Carrière en club

### Wimbledon
À l'âge de 13 ans, Nigel Reo-Coker rejoint le club de Wimbledon FC dans la banlieue de  Croydon. Il intègre les rangs de l'équipe et devient rapidement capitaine de l'équipe. C'est à cette époque qu'il fait ses débuts chez les espoirs anglais. En mars 2003, le manager de Portsmouth, Harry Redknapp conclut un accord avec Wimbledon pour s'attacher les services de Reo-Cocker mais à la suite de problèmes financiers, Wimbledon n'autorise pas son joueur à quitter les rangs du club.
Nigel Reo Cocker joue 64 matchs pour Wimbledon, inscrivant 6 buts.

### West Ham United
En janvier 2004, il signe pour West Ham United FC. Il devient rapidement titulaire de l'équipe d'Alan Pardew puis capitaine. Il marque à trois reprises dans les plays-off qui permettent à West Ham d'être promu en 2004-05 et emmène son équipe jusqu'à la finale de la Coupe d'Angleterre en mai 2006.
La saison 2006-07 est décevante et certains fans accusent Reo-Cocker d'en être à l'origine. Nigel retrouve la forme à la fin de la saison ce qui contribue à la série de 7 victoires en neuf matchs et sauve West Ham de la relégation.

### Aston Villa
Annoncé du côté d'Arsenal, Tottenham et Newcastle United FC Nigel Reo-Cocker signe finalement à Aston Villa pour quatre ans le 4 juillet 2007 pour 12 millions d'euros. Il déclare alors: "Je ne suis pas une superstar ou un faiseur de miracle. Je suis quelqu'un qui travaille dur et me donne à 100 % à chaque match que je joue. Si j'ai rejoint ce club, c'est pour son ambition à devenir européen."  En effet il avait été reporté que Nigel aurait préféré un club comme Arsenal ou Manchester United, plus huppé donc mais jouant surtout la Ligue des champions. 
À la fin de son contrat, celui-ci n'est pas renouvelé et il quitte le club librement en mai 2011.

### Bolton Wanderers
Il signe, le 28 juillet 2011, un contrat de deux ans aux Bolton Wanderers.

### Ipswich Town
Libre de tout contrat, il signe pour trois mois en faveur d'Ipswich Town.

### Whitecaps de Vancouver et après
Le 21 février 2013, il rejoint les Whitecaps de Vancouver une semaine avant le début de la saison.
À la suite de la dissolution du Chivas USA, Reo-Coker rejoint l'Impact de Montréal via le repêchage des joueurs disponibles de la MLS le 10 décembre 2014.
Le 22 mars, il rejoint Milton Keynes Dons.

## Carrière internationale
Reo-Cocker est pour la première fois sélectionné en équipe espoir en octobre 2003 contre la Turquie. Le 24 mars 2007 il est le capitaine de la sélection espoir qui affronte les espoirs italiens pour la réouverture du stade de Wembley. Le match se termine sur un score nul de 3 à 3.
En mai 2006, il fait partie de la première liste pour la coupe du monde 2006. Après la blessure de Phil Neville il ne peut malheureusement pas le remplacer souffrant lui-même de problèmes physiques.
Originaire de Sierra Leone, Reo Cocker n'a jamais rejeté l'idée de jouer pour la sélection d'Afrique de l'ouest.
Nigel fut le capitaine des espoirs anglais. Il a porté le brassard international lors des Championnats d'Europe Espoirs 2007. L'Angleterre fut éliminée par le pays hôte et victorieux en demi-finale, les Pays-Bas. Il fut un des quatre anglais à tirer lors de la séance de tirs au but.

## Palmarès
- West Ham
  - Finaliste de la Coupe d'Angleterre : 2006
- Aston Villa
  - Finaliste de la Coupe de la Ligue d'Angleterre : 2010

## Statistiques

### En club
| Saison                | Club                   | Championnat           | Championnat | Championnat | Coupe(s) nationale(s) | Coupe(s) nationale(s) | Compétition(s) continentale(s) | Compétition(s) continentale(s) | Compétition(s) continentale(s) | Séries | Séries | Total | Total |
| Saison                | Club                   | Division              | M.          | B.          | M.                    | B.                    | Comp.                          | M.                             | B.                             | M.     | B.     | M.    | B.    |
| 2001-2002             | Wimbledon FC           | FL Championship       | 1           | 0           | -                     | -                     | -                              | -                              | -                              | -      | -      | 1     | 0     |
| 2002-2003             | Wimbledon FC           | FL Championship       | 32          | 2           | 4                     | 0                     | -                              | -                              | -                              | -      | -      | 36    | 2     |
| 2003-2004             | Wimbledon FC           | FL Championship       | 25          | 4           | 2                     | 0                     | -                              | -                              | -                              | -      | -      | 27    | 4     |
| 2003-2004             | West Ham United        | FL Championship       | 15          | 2           | 3                     | 0                     | -                              | -                              | -                              | -      | -      | 18    | 2     |
| 2004-2005             | West Ham United        | FL Championship       | 39          | 3           | 8                     | 0                     | -                              | -                              | -                              | -      | -      | 47    | 3     |
| 2005-2006             | West Ham United        | Premier League        | 31          | 5           | 7                     | 0                     | -                              | -                              | -                              | -      | -      | 38    | 5     |
| 2006-2007             | West Ham United        | Premier League        | 35          | 1           | 2                     | 0                     | C3                             | 2                              | 0                              | -      | -      | 39    | 1     |
| 2007-2008             | Aston Villa FC         | Premier League        | 36          | 0           | 3                     | 1                     | -                              | -                              | -                              | -      | -      | 39    | 1     |
| 2008-2009             | Aston Villa FC         | Premier League        | 26          | 1           | 2                     | 0                     | C3                             | 8                              | 1                              | -      | -      | 36    | 2     |
| 2009-2010             | Aston Villa FC         | Premier League        | 10          | 0           | 2                     | 0                     | C3                             | 1                              | 0                              | -      | -      | 13    | 0     |
| 2010-2011             | Aston Villa FC         | Premier League        | 30          | 0           | 4                     | 0                     | C3                             | 2                              | 0                              | -      | -      | 36    | 0     |
| 2011-2012             | Bolton Wanderers FC    | Premier League        | 37          | 4           | 5                     | 0                     | -                              | -                              | -                              | -      | -      | 42    | 4     |
| 2012-2013             | Ipswich Town           | FL Championship       | 10          | 0           | 1                     | 0                     | -                              | -                              | -                              | -      | -      | 11    | 0     |
| 2013                  | Vancouver Whitecaps FC | MLS                   | 32          | 1           | 3                     | 0                     | -                              | -                              | -                              | 2      | 1      | 37    | 2     |
| 2014                  | Vancouver Whitecaps FC | MLS                   | 12          | 0           | 2                     | 0                     | -                              | -                              | -                              | -      | -      | 14    | 0     |
| 2014                  | Chivas USA             | MLS                   | 9           | 0           | -                     | -                     | -                              | -                              | -                              | -      | -      | 9     | 0     |
| 2015                  | Impact de Montréal     | MLS                   | 28          | 0           | 3                     | 0                     | LCC                            | 6                              | 0                              | 3      | 0      | 40    | 0     |
| Total sur la carrière | Total sur la carrière  | Total sur la carrière | 388         | 23          | 49                    | 1                     | -                              | 19                             | 1                              | 3      | 0      | 459   | 25    |